# Монкальво
Монкальво (итал. Moncalvo) — коммуна в Италии, располагается в регионе Пьемонт, в провинции Асти.
Население составляет 3356 человек (2008 г.), плотность населения составляет 190 чел./км². Занимает площадь 18 км². Почтовый индекс — 14036. Телефонный код — 0141.
Покровителем населённого пункта считается святой Антоний Падуанский.

## Демография
Динамика населения:

## Администрация коммуны
- Официальный сайт: https://web.archive.org/web/20060603033541/http://www.provincia.asti.it/hosting/moncalvo/index.html